# Estação Ferroviária de Tâmega
A Estação Ferroviária de Tâmega é uma interface encerrada da Linha do Corgo, que servia a localidade de Curalha, no concelho de Chaves, em Portugal.

## História
O troço entre Vidago e Tâmega entrou ao serviço em 20 de Junho de 1919, pelos Caminhos de Ferro do Estado, tendo o tramo seguinte da Linha do Corgo, até Chaves, sido inaugurado em 28 de Agosto de 1921.
Em 27 de Março de 1927, a Linha do Corgo foi arrendada pelo estado à Companhia dos Caminhos de Ferro Portugueses, que por seu turno a subarrendou à Companhia Nacional de Caminhos de Ferro por um contrato de 11 de Março de 1928. Em 1939, a Companhia Nacional forrou o cais desta estação, para armazenar batata para semente.
Em 2 de Janeiro de 1990, o lanço entre Chaves e Vila Real foi encerrado à circulação ferroviária pela empresa Caminhos de Ferro Portugueses.